# محوطه قلعه برنجی ۲
محوطه قلعه برنجی ۲ مربوط به دوره اشکانیان - سده‌های متاخر دوران‌های تاریخی پس از اسلام است و در شهرستان سرباز، بخش پیشین، دهستان جکیگور، روستای بافتان واقع شده و این اثر در تاریخ ۲۷ اسفند ۱۳۸۷ با شمارهٔ ثبت ۲۶۴۷۶ به‌عنوان یکی از آثار ملی ایران به ثبت رسیده است.